# باشگاه فوتبال بری تاون
باشگاه فوتبال بری تاون (به انگلیسی: Bury Town Football Club) یک باشگاه فوتبال در شهر بری سنت ادموندز، کشور انگلستان است که در سال ۱۸۷۲ میلادی تأسیس شده‌است.